# ヴァレンフェルス
ヴァレンフェルス (ドイツ語: Wallenfels) は、ドイツ バイエルン州 オーバーフランケン行政管区 クローナハ郡の都市。

## 地理

### 位置
ヴァレンフェルスは、フランケンヴァルト自然公園内、ヴィルデン・ローダッハ川沿いに位置する。最も高い地点は、ゴイゼルベルクの708mである。

### 自治体の構成
本市は、公式には23の地区 (Ort) からなる。このうち孤立農場などを除く集落を以下に列記する。
- ノイエングリュン
- シュナイト (ヒンテレ)
- シュナイト (ミットレル)
- シュナイト (フォルデレ)
- シュナッペンハンマー
- ヴァレンフェルス
- ヴェレスバッハ
- ヴォルファースグリュン

### 気候
ヴァレンフェルスの市域は、気候上、中低山地型と大陸型の気候の過渡的な位置にある。温度差は森林高地では和らぐ。

## 歴史
ヴァレンフェルスは、1126年に「Ilowa」として初めて史料に記載されている。「ヴァレンフェルス」の名前は、1248年が初出である。1954年以降、都市となった。

## 行政

### 市議会
市議会は、市長を含めて17議席である。

### 紋章
紋章の図柄：金地と銀地に左右に二分割されている。左側は、銀色の斜め線がかぶさった赤い爪を持つ黒い獅子、右側は3つの峰を持つ銀の岩山から緑の広葉樹が並んで描かれている。

### 友好都市
- ビンガム（イギリス、ノッティンガム近郊）1984年から

## 文化と見所

### 建築物

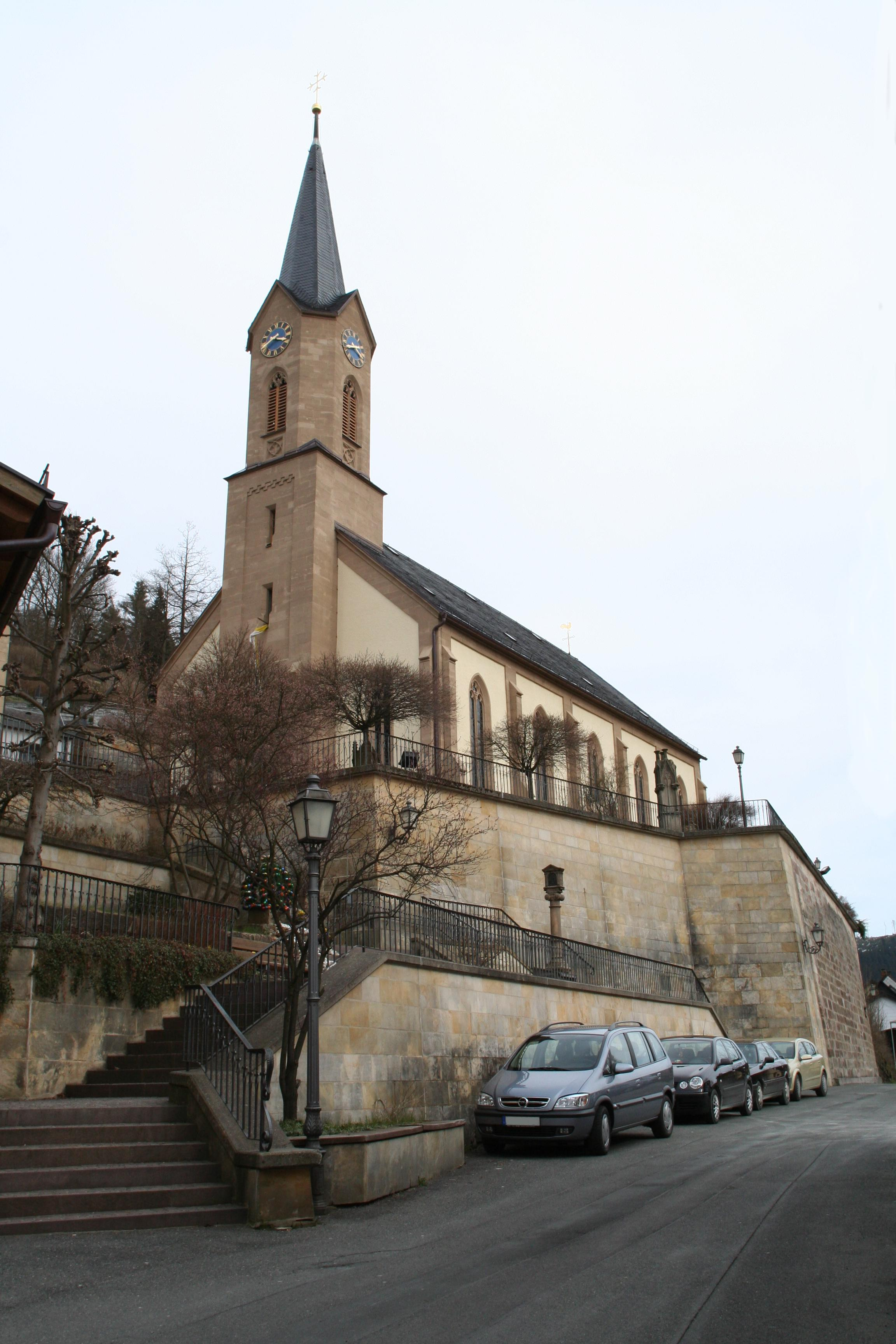
カトリックの聖トーマス教会

- ヴィルデン・ローダッハ川沿いの木材加工用水車、1997年に解体修理され、それ以後再び製材所として運営されている。
- 城山の礼拝堂、城山には「十字架の道」がある。

### スポーツ
スポーツおよびレクリエーション施設は様々なものが提供されている。たとえば、テニスコート、サッカー場、スケートリンク、屋外プール、キャンプ場、フットサル・グランドあるいは標識を備えたマウンテンバイクコースなどがある。

### 催し物
- スウェーデン行進や兵士の行列などが行われる聖体の祝日のパレード
- 5月から9月までの間に限り、ヴィルデン・ローダッハ川の筏下り

## 経済と社会基盤

### 交通
東西方向に連邦道B173が通っている。ドイツ再統一後交通量が増えたため、市内を経由しないバイパスが造られた。

## 人物
- ローレンツ＝ギュンター・ケストナー、サッカートレーナー

## 引用
1. ↑  https://www.statistikdaten.bayern.de/genesis/online?operation=result&code=12411-003r&leerzeilen=false&language=de Genesis-Online-Datenbank des Bayerischen Landesamtes für Statistik Tabelle 12411-003r Fortschreibung des Bevölkerungsstandes: Gemeinden, Stichtag (Einwohnerzahlen auf Grundlage des Zensus 2011)
2. ↑  Bayerische Landesbibliothek Online